# Rhetorische Kommunikation
Die Rhetorischen Kommunikation ist ein wissenschaftliche Fachgebiet, dessen Vertreter sich mit der Beschreibung und Optimierung der interpersonellen Sprechkommunikation beschäftigen. Es wird als Teilbereich der Sprechwissenschaft angesehen. Neben der Wissensschöpfung besteht das Ziel der Rhetorischen Kommunikation in der Vermittlung sprecherischer Handlungs- und Hörverstehenskompetenzen. Im Mittelpunkt der Analysen stehen dabei die Aktivitätsfelder Gespräch und Rede in gesellschaftlich relevanten Situationen sowie in der Öffentlichkeit. Auch die mündliche Kommunikation im Berufsleben sowie die deklariert zielgeleitete Kommunikation können in den Fokus der Untersuchungen fallen. Als ein Unterbereich der Rhetorischen Kommunikation kann die Medienrhetorik angesehen werden, welche sich der Analyse und Didaktik von Prozessen und Produktionsformen der mündlichen, technisch vermittelten Kommunikation in den modernen Massenmedien widmet.

## Historische Einordnung
(Quelle: )

### Die Sophisten
→ Hauptartikel: Sophisten
In der frühzeitlichen griechischen Aufklärung gab es eine argumentative Fokusverschiebung der Denkweisen Mythos zu Logos und Tradition zu Vernunft. Die kritische Reflexion trat in den Vordergrund. Die Sophisten waren Weisheitslehrer, die ihre Schüler in Wissenschaft und Künsten unterrichteten. Sie lehrten eine dialektische Sichtweise, um rationale und verantwortliche Entscheidungen zu treffen. Ein sophistischer Grundsatz stellte dar, dass der Mensch bei allen Dingen des Alltags nur das Wahrscheinliche, nicht aber Wahrheit erkennen könnte. Weiterhin entwickelten die Sophisten das Disputieren in den Bewertungskategorien „pro et contra“ und entfalteten die Rhetorik zu einer praktischen Lebensphilosophie. Isokrates gilt als der bedeutendste Rhetorikschulgründer, er nannte seine Lehren Philosophie. Der Philosoph Protagoras prägte die Denkweise, dass über jedes Thema zwei gegensätzliche Reden möglich wären, welche beide Anspruch auf die Wahrheit erheben könnten.

### Platon
→ Hauptartikel: Platon
Platon stellte die Sophisten als Täuscher und Blender dar, welche die rhetorische Techniken ausschließlich zum eigenen Vorteil nutzten, Nützliches bzw. Heilsames als bloß wahrscheinlich darstellten und nur vorgaben, das Richtige zu kennen. Seine Ideenlehre sollte das Gute, Schöne und Wahre erkennen können. Mithilfe des Dialogs ließ er stellvertretend seinen Lehrer Sokrates die Sophisten entlarven. Er kritisierte den sophistischen Allmachtsanspruch, mit einer überzeugenden Rede alles möglich machen zu können.

### Aristoteles (Schüler von Platon)
→ Hauptartikel: Aristoteles
Aristoteles definierte die Rhetorik als Fähigkeit, das Überzeugende in einer Sache zu erkennen. Er polemisierte auch gegen die Sophisten, stellte aber nicht mehr die Wahrheit als das Ziel der Rede dar, sondern die Wahrscheinlichkeit und Plausibilität, welche auf das Glaubenerweckende zielten. Das Wahrscheinliche in der Mehrzahl der Fälle bedeutete für ihn gleich viel wie die Wahrheit. Aristoteles verfasste eine erste wissenschaftliche Systematik der Rhetorik. Er verband die Rhetorik mit der Dialektik und erörterte logische Schlussverfahren. Zudem prägte er die Topik, indem er eine Theorie der dialektischen Argumentation, eine Einteilung der Redegattungen, eine Affektlehre sowie eine Stilistik der Rhetorik einführte.

### Cicero
→ Hauptartikel: Marcus Tullius Cicero
Cicero war ein Politiker, Anwalt und Philosoph im republikanischen Rom. Er sah die Rhetorik als Instrument der politischen Willensbildung, Voraussetzung von Gemeinschaft und Philosophie des Lebens in der Republik an. Als seine bedeutendste Schrift wird „De oratore (Über den Redner)“ angesehen. Hierin beschreibt er den „orator perfectus“ (ethisch und intellektuell universalgebildeter Redner), welcher über jeden Sachverhalt wirkungsvoller reden kann als ein Fachkundiger. Er lenkte die Massen durch ein gebildetes und moralisch gefestigtes Persönlichkeitsideal.

### Quintilian
→ Hauptartikel: Quintilian
Quintilian beschrieb in der römischen Kaiserzeit die Rhetorik als ästhetisch-literarische Allgemeinbildung. Für ihn dominierten stilistische Fragen die inhaltlichen Beweggründe. Er prägte den Begriff der nichtssagenden Eloquenz („corrupta eloquentia“). Ihm war der „Quintilianus“, der erste öffentlich besoldete Lehrstuhl der europäischen Bildungsgeschichte, inne. Er reformierte die Rhetorikausbildung, indem er ein ethisches Fundament als Grundlage schuf und den „vir bonus“ (Ehrenmann, der gut zu reden weiß) als Erziehungsziel der Schüler einführte. Sein Hauptwerk war das „Institutio oratoria“ (Lehrbuch der Redekunst), in welchem er eine konsequente Pädagogik und Didaktik der Rhetorik beschrieb, autoritäre Methoden ablehnte und Lob als Lernmotivation empfahl.

### Moderne Auffassungen
Moderne Auffassungen der rhetorischen Kommunikation konzentrieren sich auf die Herstellung und Nutzung kommunikativer Kompetenz, welche durch teilnehmerzentrierte, praxisnahe Übungen in einer angstfreien, von gegenseitigem Respekt geprägten Atmosphäre gekennzeichnet ist. Es liegt jeweils in der eigenen Verantwortung der einzelnen Person, ihr Verhalten zu ändern. Eine Verhaltensänderung sollte nicht von außen erzwungen werden. Folgende Kommunikationsmodelle bzw. -axiome bilden den Grundstein der rhetorischen Lehre:
1. Die rhetorische Kommunikation ist immer an eine konkrete Kommunikationssituation gebunden. Die Veränderung eines Faktors löst eine Veränderung der gesamten Situation aus. Die Gesprächspartner passen sich daher ständig untereinander an. Es wird subjektives Feedback durch individuelle Wirkungskategorien wie „situationsangemessen“, „wirkungsvoll“ oder „viabel“ angestrebt.
2. Die rhetorische Kommunikation ist durch das Modell der trivialen (TM) und nicht-trivialen Maschine (NTM) (nach Heinz von Foerster) bedingt. In der TM führt ein bestimmter Input immer zu einem vorhersagbaren, gleichen Output. Input und Output stehen in einem Reiz-Reaktions-Muster in Verbindung und bilden eine lineare Kausalkette, die analytisch bestimmbar, vergangenheitsunabhängig und voraussagbar ist. Die NTM ist unberechenbar, sie repräsentiert die inneren Zustände, welche von vorangegangenen Operationen beeinflusst werden. Ursache und Wirkung hängen vom jeweiligen Zustand ab, verändern ihn aber gleichzeitig. Sie bilden ein zirkuläres Kausalsystem, das analytisch nicht bestimmbar, vergangenheitsabhängig und unvoraussagbar ist. Mensch und Kommunikation sind nicht-trivial. Die Kommunizierenden beeinflussen nicht nur einander, sondern auch sich selbst. Hierbei spricht man von einem selbstreferentiellen System.

## Begriffsbestimmung und -abgrenzung

### Gemeinsamkeiten und Unterschiede zu antiken rhetorischen Auffassungen
Der Themenkomplex der Rhetorischen Kommunikation weist zahlreiche Parallelen zu den Anfängen der Rhetoriklehre auf. Der Fokus liegt hierbei auf der Mündlichkeit, der Anwendungsorientierung und dem Andocken an anerkannte Wissensbestände aus der bis in die Antike zurückreichenden rhetorischen Fachgeschichte. Verschiedenste grundsätzliche rhetorische Erkenntnisse, v. a. von Aristoteles, sind Laufe der Jahrhunderte immer wieder in sprechwissenschaftlich orientierte Untersuchungen eingeflossen und bilden somit die Basis für moderne Theorien und Anwendungen der Rhetorischen Kommunikation.
Das Themenfeld der aktuellen sprechwissenschaftlichen Rhetorik bezieht darüber hinaus jedoch auch das Gespräch als Forschungs- und Lehrgegenstand, die interdisziplinär orientierte Wissensaneignung sowie die methodische Diversifizierung in die Überlegungen ein. Das Gespräch, welches in der Antike keinen wissenschaftlichen Betrachtungsgegenstand bildete, ist als wichtigste und häufigste Ausprägung der mündlichen Kommunikation in den Fokus gegenwärtiger Untersuchungen gerückt. Da die Sprechwissenschaft generell in einem engen interdisziplinären Zusammenhang zu angrenzenden wissenschaftlichen Teildisziplinen steht, ist auch die Rhetorische Kommunikation stark mit der Psychologie, Neurobiologie, Linguistik, Medien- und Kommunikationswissenschaft, Kybernetik, Systemtheorie, Informatik sowie Informationstechnik verknüpft. Die sprechwissenschaftliche Rhetorik schöpft aus einem vielfältigen Methodeninventar, das neben klassischen, theoretischen Herangehensweisen auch zunehmend qualitative sowie quantitative empirische Untersuchungen einbezieht.
Zudem haben sich Konzepte der Strömungen der „Neuen Rhetorik“ in aktuellen sprechwissenschaftlichen Ansätzen verankert. Die Rhetorik wird als Technik der Kommunikation mit sozialpsychologischer Fundierung, Anwendungsbereich der Verständlichkeitsforschung, Argumentationstheorie, gesellschaftlich-politisches Instrumentarium der Demokratie, Teilbereich der Textlinguistik sowie Analyseinstrument kommunikativer Ereignisse von Gespräch und Rede definiert.

### Prägung und Modifizierung des Begriffs „Rhetorische Kommunikation“
Hellmut Geißner führte 1981 erstmals den Begriff „Rhetorische Kommunikation“ in seinem Werk „Sprechwissenschaft: Theorie der mündlichen Kommunikation“ ein, indem er die Rhetorik mit stimmlich-sprecherischen Kommunikationsvorgängen in Verbindung setzte. Er beschrieb die Zweiteilung der Rhetorischen Kommunikation in die aktuelle Dialogizität der Gesprächsrhetorik (das Sprechen miteinander) und die virtuelle Dialogizität der Rederhetorik (das Sprechen zu anderen). Zudem betonte er, dass sich die Rhetorische Kommunikation auf den Bereich des bewussten kommunikativen Handelns beziehen würde. Ziel der Rhetorikschulung sei nach Geißner die Analyse und Optimierung des reflektierten, verantwortungsbewussten Sprech- und Hörverstehenshandelns. Zudem trainiere man mithilfe kommunikativ-rhetorischer Übungen, das durch Überredung oder Manipulation herausgeforderte reflexartige Verhalten zu unterbinden. Geißner distanzierte sich von den in der Ratgeberliteratur wiederzufindenden Überlegungen, welche den Gebrauch von starren, schablonenhaften Techniken und Formmitteln als Grundbaustein der Rhetorik definierten.
Das Geißnersche Konzept legte den Grundstein für heutige rhetorisch-sprechwissenschaftliche Denkweisen, wurde jedoch aus ethischer und fachlicher Perspektive zahlreich modifiziert.
1. Geißner berief sich in seinen Ausführungen ausschließlich auf die Hermeneutik, während in die Ursprungsbestimmung der heutigen Rhetorischen Kommunikation durchaus unterschiedliche philosophische und psychologische (u. a. konstruktivistische und systemische) Sichtweisen einfließen.
2. Moderne rhetorisch-kommunikative Ansätze fußen größtenteils auf der Halleschen Sprechwirkungsforschung, welche jegliche sprecherische Form-Funktions-Zusammenhänge in ihre Beobachtungen und Auswertungen involviert. Somit werden neben dem bewussten Sprechen auch Formen des unbewussten Handelns und Verhaltens als Ausprägungen der Rhetorizität angesehen („man kann nicht nicht kommunizieren“).
3. Das aktuelle Konzept der Rhetorischen Kommunikation stützt sich auf die qualitative und quantitative empirisch-theoretische Wissenslage. Es werden nur dann alternative Erklärungsansätze zu Rate gezogen, wenn eine empirische Untersuchung unmöglich erscheint.

## Rhetorisch relevante Kommunikationsmodelle
(Quelle: )
| Bezeichnung                                                                           | Bezug zur Rhetorischen Kommunikation |
| ------------------------------------------------------------------------------------- | --- |
| Organon-Modell (Karl Bühler, 1934)                                                    | Das Modell benennt kommunikative Grundfunktionen und bietet u. a. die Erklärungsgrundlage für Redeeinteilungen. |
| Schematisches Diagramm eines allgemeinen Kommunikationssystems (Claude Shannon, 1948) | Aufsatz und Schema erklären das Grundprinzip von Informationsflüssen in Systemen und eignen sich v. a. für signalnahe Interpretationen. Für sprechwissenschaftliche Untersuchungen wird empfohlen, das Original von Shannon heranzuziehen, da die zahllos daraus hervorgegangenen Sender-Empfänger-Modelle eine zu reduktionistische Sichtweise verfolgen. |
| Lasswell-Formel (Harold Dwight Lasswell, 1948)                                        | Die Grundaussage („Wer sagt was in welchem Kanal zu wem mit welchem Effekt?“) bildet u. a. die Basis des Geißnerschen Kommunikationsmodells. |
| Johari-Fenster (Joseph Luft / Harry Ingham, 1955)                                     | Das nach den Kürzeln seiner Autoren benannte Modell stellt das Verhältnis zwischen dem Bewussten und Unbewussten in der Kommunikation dar. Den Dimensionen „mir bekannt“/„mir nicht bekannt“ sowie „anderen bekannt“/„anderen nicht bekannt“ ordnen sich die vier Quadranten „Freie Aktivität (I)“, „Blinder Fleck (II)“, „Verbergen und Vermeiden (III)“ sowie „Unbekannte Aktivität (IV)“ unter. Rhetorische Analysen können auf verschiedene Quadranten zielen, z. B. auf Kommunikationssignale, die der Sprecher selbst nicht wahrnimmt, andere Beteiligte aber durchaus („Blinder Fleck“). Ziel der kommunikativen Rhetorik ist es, die für alle Beteiligten zugängliche „Freie Aktivität“ zu vergrößern, da hierdurch die Potentiale des gemeinsamen Sprechhandelns gestärkt werden. |
| Situationsmodell (Hellmut Geißner, 1981)                                              | Das Modell visualisiert die gesellschaftlich und sozial determinierten Sprechrollen, die jeglicher Kommunikation zugrunde liegen. Die zentralen Größen sind die Beteiligten (Wer?, Mit Wem?), der Gegenstand (Worüber?) sowie der Inhalt und die Umsetzung (Was?, Wie?), welche sich ständig wechselseitig beeinflussen. Rahmende Einflüsse bilden Zeit und Ort (Wann?, Wo?) sowie Anlass und Ziel (Warum?, Wozu?). Während sich die Praxis der kommunikativen Rhetorik mit der bewusst reflektierten gemeinsamen Sinnkonstitution und dem zielgerichteten Handeln beschäftigt, konzentriert sich die Forschung auf die Analyse der im Modell beschriebenen Faktoren, ihrer Zusammenhänge und Wirkungen. |
| Vier-Seiten-Modell bzw. Vier-Ohren-Modell (Friedemann Schulz von Thun, 1981)          | Das Modell verweist darauf, dass neben dem Sachinhalt auch Signale über Beziehung und Selbstoffenbarung sowie, oftmals unausgesprochene, Appelle kommuniziert werden. Die Signalisation an der sprachlichen Oberfläche repräsentieren nicht unbedingt die prototypische Verwendung von Äußerungen und die Erklärung dafür ist nicht in jedem Fall auf kodifizierte Gebrauchsregeln zurückzuführen. Es kommt daher häufig zu Missverständnissen und Störungen zwischen Kommunikationssender und -empfänger. Hierbei setzt die sprechwissenschaftlich-rhetorische Untersuchung an, in welcher die paraverbalen (prosodischen, segmentalphonetischen) und nonverbalen (visuellen, taktilen, olfaktorischen) Signalisationen ein reichhaltiges Interpretationsfeld liefern. Für den verbalen Bereich bietet hingegen die angewandte Linguistik (z. B. Pragmatik, Gesprächsforschung) gute Erklärungsansätze. |
| Triviale Maschine (TM) und Nichttriviale Maschine (NTM) (Heinz von Foerster, 1993)    | Das Modell beschreibt die Unterschiede zwischen der TM (analytisch bestimmbar, vergangenheitsunabhängig und voraussagbar) und der NTM (analytisch unbestimmbar, vergangenheitsabhängig und nicht voraussagbar). Sie gilt als ein Grundmodell in Konstruktivismus und Systemtheorie. |

## Analyse rhetorischer Kommunikationsereignisse

### Feedback
→ Hauptartikel: Feedback
Das Feedback wird als grundlegendes Rückmeldeverfahren in gruppendynamischen, sozialpsychologischen Prozessen definiert. Somit findet es in der methodischen Wirkungsbeschreibung von sprecherischen Äußerungen v. a. im Kontext rhetorischer Didaktik und Methodik eine Anwendung. Offenes, konstruktives Feedback ist nur unter der Voraussetzung einer vertrauensvollen Atmosphäre in der Gruppe und eines respektvollen Umgang der Gruppenteilnehmer untereinander möglich. Da sich Feedback auf eine individuelle Wirkungseinschätzung ausrichtet, ist es als eine grundsätzlich subjektive Beschreibung anzusehen, die im Zusammenhang mit gesellschaftlichen, sozialen sowie kulturellen Normen steht und von persönlichen Hörerwartungen beeinflusst wird. Die frei auslegbaren Feedback-„Regeln“ helfen im Bereich des Feedback-Gebens und -Nehmens, einen zielgerichteten, ermutigenden und unterstützenden Effekt herzustellen, ohne in die Persönlichkeitsstruktur des Gegenübers einzugreifen. Ziele des Feedbacks können in der Verdeutlichung der Diskrepanz zwischen Selbstbild und Fremdbildern, Schärfung des Bewusstseins für eigene kommunikative Verhaltensstereotype, Sensibilisierung der Wahrnehmung kommunikativen Verhaltens anderer sowie Schaffung der Voraussetzung für die Entwicklung allgemeiner kommunikativer Kompetenz liegen. Feedback kann auf implizite (als unwillkürliche, oft unbewusste und meist para- oder nonverbale Rückmeldung) oder explizite Art und Weise (als willkürliche, personenbezogene Rückmeldung der Wirkung) gegeben werden. Die explizite Art der Rückmeldung lässt sich weiterhin in unstrukturiertes Feedback (als spontane, allgemeine Wirkungsbeschreibung ohne Aufmerksamkeitsfokussierung auf verbale, paraverbale und nonverbale Bereiche) und strukturiertes Feedback (als geplante Wirkungsbeschreibung mit vorheriger Aufmerksamkeitsfokussierung z. B. durch die „Kategorien des individuellen Wirkungsstils“) einteilen.

#### Kategorien des individuellen Wirkungsstils (Norbert Gutenberg/ Dirk Meyer, 2016)
(Quelle: )
| Denkstil   | Gliederung                | Bauplan des Gesamten (Überschriften, Absätze, Hervorhebungen), Bildung strukturierter Masse, Bedeutungssteigerung mit Textumfang | Bauplan des Gesamten (Überschriften, Absätze, Hervorhebungen), Bildung strukturierter Masse, Bedeutungssteigerung mit Textumfang |
| Denkstil   | Aufbau                    | Logische Führung durch die Inhalte, Folgerungen („roter Faden“)                                                                  | Logische Führung durch die Inhalte, Folgerungen („roter Faden“)                                                                  |
| Denkstil   | Sachlogik vs. Psychologik | Ausgewogenes Verhältnis von Genauigkeit des Inhalts und Einfachheit in der Formulierung                                          | Ausgewogenes Verhältnis von Genauigkeit des Inhalts und Einfachheit in der Formulierung                                          |
| Denkstil   | Zeitlogik                 | Angemessenheit Inhalt-Zeit, generelle Aufteilung der Zeit                                                                        | Angemessenheit Inhalt-Zeit, generelle Aufteilung der Zeit                                                                        |
| Sprachstil | Wortwahl                  | Genauigkeit | Klarheit, Eindeutigkeit vs. Verschwommenheit, Uneindeutigkeit                                                                    |
| Sprachstil | Wortwahl                  | Verständlichkeit | Einfachheit vs. Kompliziertheit („hochtrabend“)                                                                                  |
| Sprachstil | Wortwahl                  | Fremdwörter und Fachsprachen | Angemessenheit vs. Unangemessenheit in der Nutzung und Erklärung unbekannter Wörter                                              |
| Sprachstil | Wortwahl                  | Reizwörter | Umsichtiger Umgang vs. (unabsichtlicher) Gebrauch emotional erregender Begriffe                                                  |
| Sprachstil | Wortwahl                  | Lieblingswörter | Sprachliche Varianz vs. Gebrauch auffallend häufig wiederkehrender Worte oder Wendungen                                          |
| Sprachstil | Satzbau                   | Einfachheit | Nutzung kurzer, freisprachlicher Sätze vs. Schachtelsätze, Schriftsprachlichkeit                                                 |
| Sprachstil | Satzbau                   | Länge | Angemessene Tendenz zur Kürzung vs. Streckung                                                                                    |
| Sprachstil | Satzbau                   | Verhältnis zur Logik | Schlüssigkeit vs. Unschlüssigkeit der sprachlichen Aufbereitung des Inhalts                                                      |
| Sprechstil | Stimme und Klang          | Tonhöhe | Physische und psychische „Indifferenz“                                                                                           |
| Sprechstil | Stimme und Klang          | Satzmelodie | Erleichterung des Verständnisses                                                                                                 |
| Sprechstil | Stimme und Klang          | Klang | Übereinstimmung mit emotionaler Lage                                                                                             |
| Sprechstil | Lautstärke und Akzent     | Lautstärke | Situationsangemessenheit durch Hörerzahl und Raumgröße                                                                           |
| Sprechstil | Lautstärke und Akzent     | Betonung | Setzen von Akzenten, Vermeiden von Überakzentuierung                                                                             |
| Sprechstil | Tempo und Pausen          | Geschwindigkeit | Angemessener Wechsel zwischen schnellem und langsamem Tempo                                                                      |
| Sprechstil | Tempo und Pausen          | Pausen | Erleichterung von Strukturierung und Verständnis                                                                                 |
| Sprechstil | Lautung                   | Deutlichkeit | Höflichkeit dem Hörer gegenüber, Erleichterung von Verständnis                                                                   |
| Sprechstil | Lautung                   | Mundart | Vermeiden klischeehafter Signalwirkung, Förderung von Verbindung                                                                 |
| Schauform  | Mimik                     | Blickkontakt | Herstellen und Halten von Kontakt, Vermeiden von ausweichend oder unsicher wirkenden fehlendem Blickkontakt                      |
| Schauform  | Gestik                    | Natürlichkeit | Vermeiden von hemmendem und unnatürlich wirkendem Unterdrücken oder Planen von Gestik                                            |
| Schauform  | Gestik                    | Hemmung | Vermeiden von hemmendem und unnatürlich wirkendem Unterdrücken oder Planen von Gestik                                            |

#### Feedback-„Regeln“
(Quelle: )
Feedback-Geben<
1. Geben Sie Feedback (FB) immer direkt an den Adressaten, nutzen Sie immer die direkte Anrede! Sprechen Sie zu und nicht über jemanden, dem Sie FB geben! (Bsp.: Zum Sprecher: „Als du eben...“, nicht zur Gruppe/zum Leiter: „Als er/sie eben...“)
2. Beschreiben Sie ausschließlich, wie der andere auf Sie wirkt! Beurteilen Sie nicht, wie der andere auf andere Menschen wirkt, und erst recht nicht, wie er tatsächlich ist! (Bsp.: „Du wirkst auf mich…“, nicht: „Du bist...“)
3. Nennen Sie möglichst konkrete Beobachtungen, die eine bestimmte Wirkung bei Ihnen ausgelöst haben! Nennen Sie Beispiele! Aber halten Sie sich mit Spekulationen darüber zurück, warum der andere gerade diesen Eindruck auf Sie gemacht hat! (Bsp.: „Du hast mich nicht angesehen. Das wirkte auf mich unsicher“, nicht: „Vermutlich warst du sehr aufgeregt.“)
4. Entschuldigen oder relativieren Sie Ihr Feedback nicht! (Bsp.: „Du wirktest auf mich aufgeregt.“, nicht: „Ich wäre aber an deiner Stelle sicher auch aufgeregt gewesen.“)
5. Bemühen Sie sich eine Weise zu finden, die das Selbstwertgefühl des anderen nicht schädigt und trotzdem das Ziel erreicht! (Bsp.: „Während deines Vortrags hast du vermehrt auf dein Blatt geschaut.“, nicht: „Du hast die ganze Zeit abgelesen.“)

Feedback-Nehmen
1. Fallen Sie dem Partner nicht ins Wort, hören Sie ihm widerspruchsfrei zu!
2. Fragen Sie ggf. nach und bitten Sie um Informationen darüber, warum die beschriebene Wirkung entstanden ist!
3. Denken Sie daran, dass jedes FB Ihnen hilft, sich selbst und Ihre Wirkung auf andere besser kennenzulernen.
4. Versuchen Sie, sich nicht zu verteidigen, oder beschriebene Wirkungen zu erklären!
5. Erkennen Sie, dass jedes FB subjektiv ist und dass Sie auf unterschiedliche Partner unterschiedlich oder vielleicht sogar gegensätzlich wirken können!
6. Nehmen Sie FB nicht als Urteil oder Kritik wahr! Unterwerfen Sie sich dem FB nicht völlig und lehnen Sie sich nicht dagegen auf! Verstehen Sie FB eher als eine Anregung, es sich einmal „durch den Kopf gehen zu lassen“! Im Endeffekt bleibt es Ihnen überlassen, wie Sie mit Feedback umgehen!

### Gesprächsverlaufssoziogramm (Hellmut Geißner, 1986)
Mithilfe des Gesprächsverlaufssoziogramms ist eine Dokumentation der Gesprächsteilnehmer (Name, Sprechdauer usw.), der wesentlichen situativen Merkmale, der Zahl und Gerichtetheit der Gesprächsbeiträge („Wer spricht wie oft zu/mit wem?“) sowie eine Skizzierung von Inhaltsfragmenten möglich. Das Soziogramm bietet eine qualitative (fallbezogene) und subjektive (vom jeweiligen Einzelbeobachter abhängige) Analyse. Durch die Möglichkeit einer Echtzeit-Verschriftung wesentlicher Verlaufsmerkmale von Gesprächen, fungiert es als Gedächtnisstütze für nachfolgende Auswertungsschritte. Ein weiterer Vorteil ist die zügige und ereignisnahe Auswertungstechnik, die sich in zahlreichen rhetorischen Lehr-Lernsituationen bewährt hat. Ein Nachteil ist die eingeschränkte Möglichkeit zur Detailauflösung des Gesprächs, da innerhalb der Dokumentation hauptsächlich nur erste Eindrücke festgehalten werden.

### Beobachtungsbögen (Roland W. Wagner, 2004)
Diese häufig genutzte Form der rhetorischen Analyse schlägt sich meist in vorgegebenen Kriterien- oder Fragenkatalogen aus, welche durch die Beobachter verbal (qualitativ) beantwortet werden sollen. Andere Ausführungen enthalten (quantitative) Multiple-Choice-Fragen, welche eine evaluative Auswertung erlauben. Durch die Möglichkeit zu Intersubjektivierung und Anonymisierung der Ergebnisse, werden die Meinungsäußerungen der Teilnehmer nicht durch das Hören anderer Meinungen beeinflusst. Vorteilhaft ist auch, dass eine Flexibilität in der Auswertungstechnik besteht, da die Analyse sehr schnell (mithilfe des Vorlesens notierter Äußerungen) oder aber aufwändig und gründlich (im Rahmen einer systematischen Nachbereitung) erfolgen kann. Nachteilig ist, dass die Fokussierung auf vorgegebene Kriterien, die eventuell nicht oder nur teilweise von Teilnehmern selbst wahrgenommen worden wären, die Aufmerksamkeit in bestimmte Richtungen lenken und zu einer Verfälschung des Urteils führen kann. Das in den Katalogen häufig genutzte rhetorische Fachvokabular kann zudem schnell zu Missverständnissen bei der zeitlich begrenzten Auswertung führen.

### Transliteration/Transkription (Arnulf Deppermann, 2001)
Die Transliteration oder Transkription stellt die Verschriftlichung des gesprochenen Textes einer Rede bzw. der Kommunikationsanteile der Gesprächspartner dar. Das Verfahren ist qualitativ sowie subjektiv ausgeprägt und lässt die Möglichkeit der Intersubjektivierung (Beanspruchung mehrerer Beobachter als Auswerter) zu. Dabei ist ein genaues Erfassen der verschiedenen Teilnehmerzahlen, der Überlappungen von Gesprächsbeiträgen sowie der para- und nonverbalen Anteile möglich. Jedoch findet die Transliteration aufgrund der langen Bearbeitungszeit, welche durch die wortgenaue Auswertung der Gespräche bedingt ist, in rhetorischen Lehr-Lernsituationen oder Coachings kaum eine Anwendung. Eine für die Bearbeitung weniger umständliche und weniger zeitraubende transliterarische Kompromisslösung ist die teilnehmende Beobachtung verbunden mit einer Audio- oder Videoaufzeichnung und gleichzeitigen Protokollierung. Dabei ist zu beachten, dass Videoaufnahmen zwar einerseits bei der Analyse des Gesprochenen helfen können, da sie unabhängig von Aufmerksamkeits- und Stimmungsschwankungen stehen und sich zudem zur Kontrolle beliebig häufig anschauen lassen. Andererseits kann jedoch auch das Filmen eines Gesprächs Möglichkeiten zu Verfälschungen in der Analyse eröffnen, da durch Bildeinstellungen, Kamerapositionen oder störende Hintergrundgeräusche die Signalerfassung erheblich subjektive Momente enthalten kann.

## Gespräch
→ Hauptartikel: Gespräch
Im Unterschied zur Rede, ist das Gespräch die primäre Form der mündlichen Kommunikation und auf die Entwicklung des Individuums ausgerichtet. Gesprächssituationen lassen sich sogar bei Berufsrednern (wie Politikern) gegenüber Redesituationen in erheblicher Überzahl wiederfinden. Das Gespräch kann aus sprechwissenschaftlicher Sicht in „rhetorisch“ und „nicht-rhetorisch“ eingeteilt werden. In rhetorischen Gesprächen verfolgen die Beteiligten eine finale Handlungsintention. Das äußere (sinnlich erfassbare), aber auch innere (kognitive/emotionale/voluntative) Handeln der anderen anwesenden Person soll geplant und gezielt beeinflusst bzw. in eine bestimmte Richtung gelenkt werden. Jedoch können auch mehrere Beteiligte ähnliche oder deckungsgleiche Handlungsintentionen anstreben. Nicht-rhetorische Gespräche stellen Kommunikationssituationen dar, in denen eine bewusste Handlungszielsetzung oder ein bestimmter Verhaltensänderungswunsch nicht vorhanden ist.

### Allgemeine Merkmale
(Quelle: )
- Konstitutivität: Von den Teilnehmern ins Leben gerufen
- Prozessualität: Abfolge von wechselseitig aufeinander bezogenen Sprecherbeiträgen
- Interaktivität: Miteinander sprechende Menschen
- Methodizität: Muster/interiorisierte Normen für Gestaltung, Interpretation und Organisation
- Pragmatizität: Teilnehmer handeln, indem sie Zwecke verfolgen

### Gesichtspunkte der Analyse
- Gesprächsbeteiligte („Wer?“, „Mit/zu wem?“)
- Themen, Inhalte und die Sachverhalte, auf die sie sich beziehen („Was?“, „Worüber?“)
- Modalität der Gesprächsführung („Wie?“)
- Anlass („Warum?“), Handlungsziel („Wozu?“)
- Umgebungsvariablen (Ort, Zeit, außersprachliche Einflüsse, Reize und Signale)
- Verlaufskategorien (Gesprächsorganisation, Sequenzierung, Phasenbildung)
- soziale Rollen und psychologisch beschreibbare Besonderheiten
- Merkmale der Reziprozität, des Verständigungshandelns und der Sinnkonstitution
- Schlussfolgerungen für Möglichkeiten der Gesprächsoptimierung

### Spezifikation typischer Gesprächsformen
- vorrangiger Sozialbezug: Kontaktherstellung/-erhaltung, Identifikation/Realitätsabgleich
- vorrangiger Sachbezug: Information/Handlungsappell, Klärung/Argumentation, Handlungselement/-impuls
- geleitet: Gesprächsleiter, der Reihenfolge und Umsetzung formalisierter Phasen absichert und steuert, Bsp.: Versammlungen, Debatten, Bewerbungs- und Prüfungsgespräche
  - Moderation (umstrittene Sonderform der Gesprächsleitung): außenstehender Versuch der Einigung streitender Parteien ohne Entscheidungsbeeinflussung, aber auch Gesprächssteuerung einer Show bzw. eines Programms (Radio, Fernsehen etc.), Ziel: Gesprächstätigkeit der Beteiligten fördern ohne inhaltliche Anteile vorwegzunehmen
- ungeleitet: Verzicht auf Gesprächsleitung, es kann sich jedoch informelle Gesprächsleitung bilden, indem ein Beteiligter die Leitungstätigkeit ohne offizielle Bestätigung an sich zieht, Bsp.: Spontane Klärungs-, Beratungs- und Streitsituationen ohne vorab erfolgende formale Festlegungen von Raum, Uhrzeit etc.

### Datengestützte Gesprächsanalyse
→ Hauptartikel: Gesprächsanalyse
(Quelle: )
1. Bestimmung der Analyseziele
  1. Formanalyse: Signaloberfläche (Artikulation, Prosodie), sprachliche Strukturen (Lexik, Syntax, Semantik), qualitativ (Analyse von Stilfiguren) oder quantitativ (Messung der Anzahl/Längen der Turns und Pausen)
  2. Funktionsanalyse: Erfassung und Interpretation kommunikativer Wirkungen durch die Beteiligten, qualitativ (ethnomethodische Konversationsanalyse) oder quantitativ (standardisierte Befragung mit statistischer Auswertung)
  3. Kombinierte Form-Funktions-Analyse: Verhältnis der Teilaspekte zueinander
2. Erstellung von Gesprächsinventaren
  1. Authentizität: Originale, nicht nachgesprochene und nicht von Schauspielern gestellte Gespräche
  2. Validität: Sicheres Beinhalten der zu untersuchenden Merkmale
  3. Reliabilität: Alle analysewürdigen Informationen und Metadaten (über Ort, Zeit sowie Beteiligte)
  4. Repräsentativität: Ausreichende Größe, um aussagekräftig für die jeweilige Grundgesamtheit zu sein
3. Auswahl der zu analysierenden Anteile
4. Transkription, Transliteration, Annotation (Anmerkung)
5. Darstellung der Ergebnisse, Schlussfolgerungen

### Gesprächsoptimierung
Die Frage nach der Verbesserung der Gesprächsfähigkeiten ist Inhalt unzähliger Ratgeber- und Empfehlungsliteratur, die jedoch keine allgemeingültigen Antworten geben kann. Die Gesprächsqualität wird von einer großen Bandbreite an Variablen bedingt. Die Perspektive auf das Gespräch nimmt einen maßgeblichen Einfluss auf seine Bewertung und Optimierung. Es können unterschiedlichste Kriterien zur Beschreibung der Gesprächsqualität genutzt werden. Die sprachliche bzw. phonetische Oberfläche kann jedoch nur einen Teil des Gesprächsgeschehens widerspiegeln, da die tieferliegende Sinnkonstituierung nur bedingt durch Verbalisierung ausdrückbar ist. Somit sind die inneren, konstruktiven Anteile der Beteiligten nicht vollständig erkenn- und analysierbar. Im Direktdialog spielt die sprecherisch-stimmliche Gestaltung im Fokus sprechpädagogischer Interventionsmöglichkeiten eine wichtige Rolle. Zudem sind auch die nonverbalen Gestaltungsanteile (alle visuellen, taktilen, olfaktorischen) Signalanteile von Analysebedeutung. Die Gesprächsqualität kann anhand der folgenden Eigenschaften durch die folgenden Leitfragen eingeschätzt und verbessert werden. Nach der Beantwortung dieser Leitfragen sollten sich individuelle Feedbacks an die jeweiligen Auftraggeber sowie Expertenberatungen anschließen, die in fall- bzw. auftragsspezifizierte Trainings- bzw. Coachingkonzepte münden können.
- Persönlichkeitseindruck: Sind die Authentizitätseindrücke (z. B. Kompetenz, Glaubwürdigkeit, Sicherheit) für das System aus beteiligten und ggf. beobachtenden Sprechern/Hörern förderlich oder hinderlich? Gibt es weitere interessante Merkmale, die sich nicht als positiv oder negativ kategorisieren lassen?
- Situationsangemessenheit: Welche Auswirkung haben alle Merkmale des Modells, und damit das Handeln und Verhalten aller Situationsbeteiligten, auf die Wahrnehmung der Adäquanz der Situation?
- Verständlichkeit: Gibt es Indizien für das Gelingen oder die Beeinträchtigung der Sprechplanungs- und Hörverstehensprozesse der Beteiligten?
- Emotionalität: Wie wirkt sich die jeweilige Gefühlssignalisation und -wahrnehmung auf das Gespräch aus? Gibt es zudem erkennbare Stimmungen/Stimmungseinflüsse?
- Gesprächsgestaltung: Welchen Einfluss haben die linguistisch bestimmbaren Anteile (z. B. Syntax, Lexik, Turnlängen, Unterbrechungen, Sprechhandlungstypen, Sprecheranteile und -operationen) auf die Qualität des Gesprächs und einzelne seiner Phasen?
- Gesprächspartnerorientierung: Wie sind Gesprächsverlauf und Gesamteindruck hinsichtlich der Kriterien Kooperativität, Höflichkeit, Ansprechhaltung, Freundlichkeit, Aufdringlichkeit und Empathie zu bewerten?

## Rede
→ Hauptartikel: Rede
Die Rede stellt eine Grundform sprechsprachlicher Kommunikation, im Sinne einer virtuell-dialogischen, intendierten Verständigungshandlung eines Redners für meist mehrere Hörer, dar. Mit dem Ziel, etwas zur gemeinsamen Sache zu machen, wird gemeinsames (mentales oder reales) Handeln ermöglicht.

### Arten und Formen der Rede
(Quelle: )
|              | Informierende Rede (Vortrag/Referat) | Überzeugende Rede (Meinungsrede) | Überredende Rede (Manipulation) | Würdigende Rede (Fest-/Feierrede)                                                                                       |
| ------------ | --- | --- | --- | --- |
| Ziel         | Vermitteln von Informationen, Mitdenken | Überzeugungen herausbilden/ändern, reflektiertes Mithandeln                                                                             | unreflektierte Handlungen auslösen | Würdigen, angestrebte Stimmung erzeugen                                                                                 |
| Funktion     | informieren | überzeugen | überreden | unterhalten |
| Charakter    | primär kognitiv | kognitiv, emotional, voluntativ | primär emotional, (scheinbar) kognitiv, stark voluntativ                                                                                | primär emotional |
| Planung      | Auswahl und Anordnung von Informationen und Zusammenhängen i. S. der Hörer und des Themas                                                  | Auswahl und Wertung von Informationen und Zusammenhängen i. S. der eigenen Meinung                                                      | Auswahl, Wertung, (bewusste) Verfälschung von Informationen und Zusammenhängen i. S. des Ziels                                          | Auswahl von Informationen und Zusammenhängen oft chronologisch i. S. des Ziels (v. a. Positives)                        |
| Denkstil     | i. S. der Hörer/der Verstehbarkeit, klar gegliedert, logisch, nachvollziehbar                                                              | argumentierend i. S. der Wirkungsabsicht, nachvollziehbar                                                                               | scheinbar argumentierend i. S. der Wirkungsabsicht, oft verschleiernd, nur scheinbar logisch                                            | i. S. der Wirkungsabsicht, oft chronologisch                                                                            |
| Sprachstil   | beschreibend, erklärend, relativ sachlich, neutral, eventuell fachsprachlich v. a. rhetorische Stilmittel des docere (darstellen/erklären) | engagiert, (auf)fordernd, emotional, sowohl rhetorische Stilmittel des docere, delectare (gefallen/reizen) und movere (bewegen/erregen) | (scheinbar) engagiert, stark fordernd, (scheinbar) emotional mit falschem Pathos, v. a. rhetorische Stilmittel des delectare und movere | erzählend, unterhaltend, emotional bewegend, eventuell pathetisch v. a. rhetorische Stilmittel des delectare und movere |
| Sprechstil   | eher sparsam, aber variabel in der Verwendung prosodischer Mittel                                                                          | eher stärkerer, variabler Einsatz prosodischer Mittel, dennoch natürlich und glaubwürdig                                                | starker und oft bewusster Einsatz prosodischer Mittel, dadurch auch gegebenenfalls unglaubwürdig und überzogen wirkend                  | eher stärkerer, variabler Einsatz prosodischer Mittel                                                                   |
| Mimik/Gestik | eher unauffällig, unterstützend, hinweisend, natürlich                                                                                     | angemessen, engagiert, natürlich | oft stark ausgeprägt, unterstützend, auffordernd, überzogen                                                                             | angemessen, engagiert, natürlich                                                                                        |

### Redeaufbau
Der Redeaufbau folgt im Allgemeinen dem Ordnungsprinzip „Einleitung – Hauptteil – Schluss“. Einigkeit herrscht in vielen Vorschlägen zum Redeaufbau darüber, dass der Einleitung eine besondere Bedeutung zukommt. Diese hatte und hat bis heute die Funktion, die Hörer aufmerksam zu machen und ihr Interesse zu wecken bzw. zu verstärken. Aus diesem Grund sollte ihr besondere Beachtung geschenkt werden. Es gibt allerdings eine große Anzahl sogenannter „Redeformeln“, die detailliertere Vorschläge für den Redeaufbau unterbreiten. Drei weit verbreitete Formeln sollen hier beispielhaft vorgestellt werden:

#### Die antike Gliederung der Redeteile (partes orationis)
(Quelle: )
- Einleitung (exordium): Wecken von Aufmerksamkeit, Wohlwollen, Gelehrigkeit der Hörer
- Vorstellen des Problems/Darlegung des Sachverhalts/Erzählung des Geschehens (propositio, narratio): Parteinehmende Schilderung der Sachlage
- Argumentation/Beweisführung (argumentatio) – Einteilung in Darstellung des eigenen Standpunktes (probatio) und Widerlegung des gegnerischen Standpunktes (refutatio): Überzeugen, Glaubhaftmachen eigener Problemsicht
- Redeschluss (peroratio, conclusio): Sicherstellung des vorher Bewiesenen

#### DieWittsack-Formel
(Quelle: )
- Warum spreche ich? (Motivation, Problembewusstsein, aktuelle Anknüpfung)
- Was ist?/Wie kam es dazu? (Situationsschilderung, Darstellung des Ist-Zustands)
- Was sollte sein? (Darstellung des angestrebten Ziels bzw. des Soll-Zustands)
- Wie könnte man das erreichen? (Vorschlagen möglicher Wege und Lösungen/Alternativen)
- Was können wir/sie dazu beitragen? (Appell, konkrete Handlungsaufforderung)

#### DieAIDA-Formel(AmerikanischeWerbepsychologie)
(Quelle: )
- Attention (Aufmerksamkeit erreichen, Angesprochene sollen bewusst zu-/herhören)
- Interest (Interesse wecken, Thema den Zuhörern als für sie wichtig/interessant darstellen)
- Desire (Drang/Wunsch nach Soll-Stand wecken, Erfüllung Wünsche/Ziele in Aussicht)
- Action (Aktion zur konkreten Handlung als Lösung für die geweckten Wünsche bieten)

### Redestilistik
(Quelle: )

#### System von Standards der Redestilistik aus der römischen Rhetorik (virtutes)
- Sprachrichtigkeit (puritas)
- Deutlichkeit (perspicuitas)
- Angemessenheit an Inhalt und Zweck der Rede (aptum, decorum)
- Redeschmuck (ornatus)
- Vermeidung von Überflüssigem (brevitas)

#### Grundlegende rhetorische Figuren
1. Grammatische Figur: Bewusster Verstoß gegen die grammatischen Regeln des Wortgebrauchs und der Satzfügung (z. B. Barbarismus, Solözismus)
2. Wortfigur/Figur des Ausdrucks: Hinzufügung/Wiederholung (z. B. Anapher, Geminatio, Epiphora, Polyptoton), Auslassung (z. B. Ellipse, Zeugma) oder Umstellung (z. B. Parallelismus, Antithese, Chiasmus)
3. Gedanken-/Sinnfigur: Beeinflussung inhaltlicher Führung (z. B. Vergleich, Frage, Ausruf, Ironie, Evidenz, Anakoluth)
4. Tropus: Übertragung/Mehrdeutigkeit/Übertreibung (z. B. Metapher, Metonymie, Hyperbel, Allegorie)

### Redevorbereitung
(Quelle: )
- Situationsanalyse (Sprecher/Hörer/Anlass): Detaillierte Untersuchung der kommunikativen Ausgangslage
- Themenfindung: Konkrete Inhaltsbeschreibung und Zielformulierung ausgehend von der Situationsanalyse
- Stoffsammlung: Zusammentragen relevanter Informationen zum Thema im Sinne des formulierten Ziels und der Hörer
- Stoffauswahl: Sichten und Herausfiltern bestimmter Informationen unter Berücksichtigung des Zieles, der Hörer und der geplanten Redezeit
- Stoffordnung: Die Sortierung der Redeinhalte (Gliederung des Gesamttextes in Kapitel, Absätze, Überschriften etc. sowie Aufbau von Logik, Beweisfolgen, Schlussfolgerungen, gedanklichen Beziehungen etc.)
- Ergänzung/Streichung: Verwendung von Beispielen, Vergleichen, Zitaten, Visualisierungen, Medien usw. sowie Prüfung des Verhältnisses der Redeteile zueinander
- Formulierung: Planung von Einleitung und Redeschluss, Nutzung der „Kunst der Übergänge“, Überprüfung des Sprachstils und Einbauen redestilistischer Elemente
- Stichwortkonzept: Erarbeitung eines Manuskripts oder Stichpunktzettels v. a. unter Beachtung der Redetauglichkeit und benötigten Zeit, mehrmaliges „Ersprechen“ des Textes, kein Auswendiglernen (größere Freiheit im Sprechplanungsprozess, größere Flexibilität im Zeitrahmen, besserer Hörerbezug durch Blickkontakt, leichtere Wahrnehmung und Verarbeitung des Hörerfeedbacks), nach jedem Sprechversuch Überarbeitung des Manuskripts um weitere Ergänzungen oder Streichungen
- Öffentlicher Vortrag: Nutzung stimmlicher, mimischer und gestischer Mittel

## Argumentation
→ Hauptartikel: Argument
Die rhetorische Kategorie der Argumentation (lat. „argumentatio“) kann in zweifacher Hinsicht verstanden werden. Einerseits spiegelt sie sich in dem Anführen eines oder mehrerer Argumente zur Begründung einer These wider. Andererseits kann sie genauso die Gesamtheit der Thesen-Begründungs-Strukturen eines sprachlichen Zeichens der Meso- oder Makroebene (z. B. Turn oder Text) darstellen. Die Argumentation hat sich von den Denkanstößen der großen Redner der griechischen Antike (Sokrates, Platon, Aristoteles) bis in die Überlegungen der „new rhetorics“ der Gegenwart zu einem eigenständigen Forschungsfeld entwickelt. Zugleich ist die Argumentation ein grundlegender Bestandteil der rhetorischen Kommunikation, da nahezu jede Rede und jedes Gespräch argumentative Elemente beinhalten.

### Grundbegriffe
(Quelle: )

#### Argument (lat. „argumentum“, Beweisgrund)
Ein Argument bezeichnet eine mündlich oder schriftlich festgehaltene Äußerung, deren Wahrheitsgehalt durch Praxis oder Erfahrung geprüft bzw. bewiesen ist. Die argumentative Äußerung dient der Begründung einer strittigen Behauptung (These). Optionale Operatoren können als Bindewörter zwischen These und Argument fungieren. Bsp.: „Otto ist schwer erkältet (Argument), deshalb (Operator) kommt er heute nicht in die Uni (These).“
Die Anordnung von These und Argument ist auch in anderer Reihenfolge möglich. Bsp.: „Otto kommt heute nicht an die Uni, weil er schwer erkältet ist.“
Operatoren dienen der Veranschaulichung der Begründungsstruktur, können jedoch ohne Verständnisverlust weggelassen werden. Bsp.: „Otto ist schwer erkältet, er kommt heute nicht in die Uni.“
Über die Glaubwürdigkeit der Argumente kann die Theorie der rhetorischen Kommunikation nicht bestimmen, jedoch können durch sprechwissenschaftliche Analysen die argumentativen Strukturen als Signalisationen an der sprachlichen Oberfläche untersucht werden. Der Ursprung von Argumenten liegt meist in quantitativ oder qualitativ empirischen Fakten, Theorien, Axiomen, Definitionen und Urteilen.
Bsp.:
- „Otto ist 1,75 m groß und 82 kg schwer, somit äußerlich ein typischer Durchschnittsmann.“ (Quantitativ empirisches Argument, Orientierung an einer Statistik)
- „Otto ist ein netter Kerl, weil alle seine Nachbarn, Verwandten und Kollegen ihn mögen.“ (Qualitativ empirisches Argument, Aussagen einer heterogenen Gruppe)
- „Otto ist ein Mensch des 21. Jahrhunderts, er kann spielend mit Smartphones umgehen.“ (Axiom des Alltags, beweislose Akzeptanz)
- „Otto ist Hundehalter, denn er besitzt einen hübschen samtgrauen Mops.“ (Definition)
- „Otto kann das Arbeitszimmer in seinem Haus steuerlich geltend machen, denn als Privatlehrer konnte er dieses Privileg gerichtlich für sich durchsetzen.“ (Urteil)

#### Strittigkeit
Die Argumentation entsteht bei dem Vorliegen von Strittigkeit. Es soll der Geltungsanspruch einer These deutlich gemacht werden. Bei unstrittigen Sachverhalten ist es nicht vonnöten, die These mit einem Argument zu belegen. Bsp.: „Otto liest gern und viel.“ (Unstrittige These)
Wird die Unstrittigkeit einer These angezweifelt, kann ein Argument zur Begründung hinzugezogen werden. Bsp.: „Es ist falsch, Otto als Technikfreak zu bezeichnen, denn er hat sich das neue Smartphone nur gekauft, damit er damit Buchtexte lesen kann.“
Auch antizipierte Strittigkeit kann ein Auslöser für argumentative Konflikte sein und somit die Analyse von Argumentationsstrukturen im Alltag erschweren. Bsp.: „Otto sagt, sein Mops ist ein wundervolles Haustier, denn er ist wachsam und treu zugleich.“ (Keine angezweifelte These, dennoch argumentiert Otto vorsorglich, weil er bspw. glaubt, dass der Wert des Hundes als Haustier nicht anerkannt werden könnte.)

#### Inferenz
In versprachlichten Argumentationsstrukturen ist die spontane und quasispontane Kommunikation durch Äußerungen (z. B. Turns, Ellipsen, Interjektionen usw.) gekennzeichnet, die nicht als Satz bzw. allenfalls als „satzwertig“ gelten können. Genauso werden viele Inhalte und Funktionen der Argumentation nicht versprachlicht, da im Kommunikationsalltag vermehrt auf Inferenzen (vorhandene Wissensbestände der Beteiligten) zurückgegriffen wird. Bsp.: „Paulchen ist ein prima Hausgenosse für Otto, weil er ihn jeden Tag zum Lachen bringt. Drolliges Vieh!“ (Es ist den Beteiligten bekannt, dass hier von einem Hund gesprochen wird.)
In alltagskommunikativen Äußerungssequenzen wird ein logisch-pragmatisches Handeln unterbewusst vorausgesetzt. Dennoch können Alltagsargumentationen oftmals ungenau, widersprüchlich und unschlüssig formuliert sein. Bsp.: „Himbeerjoghurt ist gesund für Otto, weil der so herrlich leicht schmeckt.“ (Der Operator „weil“ signalisiert eine Kausalität, aber das Argument begründet die These nicht.)
Dennoch werden derartige unschlüssige Äußerungen oftmals aufgrund von Faktoren wie Zeitdruck, Komplexität von Kommunikationsprozessen, Aufmerksamkeitsschwankungen und fehlender Motivation zum genauen Hörverstehen nicht explizit als strittig wahrgenommen und widerspruchsfrei akzeptiert. Unlogische und unpräzise Argumentationen können auch für manipulative Zwecke genutzt werden, wenn bspw. zum Kauf eines Produktes durch scheinbar logische Ursache-Wirkungs-Szenarien in der Werbung verleitet werden soll.

#### Glaubwürdigkeit
In sprechwissenschaftlichen Untersuchungen wird meist mit konkreten Sprechsituationen gearbeitet, in welchen die Kategorien Wahrheit, Glaubwürdigkeit und Unstrittigkeit stets von der subjektiv geprägten Einschätzung der Situationsbeteiligten definiert werden. Zwar werden auch übergeordnete gesellschaftlich-externe Wahrheitsvorstellungen in argumentativen Analysen betrachtet, dennoch liegt der Fokus unter sprechwissenschaftlichem Gesichtspunkt auf der Findung von möglichst klar definierten Bedingungen (mithilfe der Situationsanalyse), die das jeweils kommunikativ Glaubhaftere, Plausiblere oder Wirkungsvollere an konkreten argumentativen Prozessen verdeutlichen. Da unverfälschte Analyseergebnisse angestrebt werden, wird jeder kommunikativ Handelnde dazu angeregt, sich selbstbestimmt, verantwortungsbewusst und ethisch vertretbar zu äußern.

#### Datum
Ein Datum bezeichnet im rhetorischen Sinne einen Sachverhalt, der in einem argumentativen System als unstrittig, wahr, glaubhaft oder plausibel angesehen wird. Unzählige Daten liegen einem einzigen Argumentationsprozess zugrunde, jegliche Schreib- bzw. Sprechkommunikation wird durch eine bewusste oder unbewusste Inszenierung geäußert und es ist stets eine Alternative zum jeweils gewählten Handeln möglich. Daten werden nicht ausschließlich aus den konkreten sprachlichen Äußerungen und Inferenzen der Gesprächsbeteiligten hergeleitet, sie entstammen auch den Annahmen über alle Faktoren der Sprechsituation. Entpuppt sich ein bestimmtes Datum innerhalb der Analyse als unwahr bzw. unzutreffend, so wird die Argumentation unter Annahme des daraus neu entstandenen Datums erneut ausgeführt. Bsp.: „Es war alles eine Täuschung. Otto ist in Wirklichkeit ein programmierter Roboter in Menschengestalt.“ (Die gesamte Argumentation müsste revidiert werden, da alle Äußerungen, die zuvor für die Merkmale eines Menschen gehalten wurden, nunmehr als Qualitätsmerkmale des Roboters und seiner Programmierung gelten würden.)

#### Heckenausdruck
Jede argumentative Äußerung ist verschieden ausleg- und interpretierbar, da die situativen Faktoren und Inferenzen nicht immer beiden Gesprächspartnern vollständig bekannt oder untereinander deckungsgleich sind. Zudem können Formulierungen absichtlich auf einen größeren Interpretationsspielraum oder eine unscharfe Zuordnung von Sachverhalten, Ereignissen und Kategorien ausgelegt worden sein. Hierbei wird von sogenannten Heckenausdrücken oder Weichmachern gesprochen. Sie werden in Argumentationssituationen des Alltags genutzt, um an der Oberfläche plausibel wirkende Scheinargumente zu kreieren, deren unscharfe Formulierung sich der Produzent im Streitfall für Rückzugsmöglichkeiten offen hält. Bsp.: „Deutsche Vornamen scheinen wieder modern zu werden, denn Otto ist der vielleicht am meisten genannte Vorname in diesen Beispielen.“ (Mit dem Wort „vielleicht“ wird die an sich klare, quantitative Zuweisung „am meisten“ gelockert. Zudem enthält die Argumentation einen unbestätigten Induktionsschluss, es wird vom Einzelfall auf die Grundgesamtheit verallgemeinert.)

### Klassische Argumentationstheorien

#### Syllogismus und Enthymem
Der Syllogismus gilt als die ursprüngliche, antike argumentative Struktur. Die syllogistische dreiteilige Gliederung in zwei Prämissen und eine Konklusion ist jedoch in der Alltagssprache kaum wiederzufinden, da sie durch Überredundanzen gekennzeichnet ist. Bsp.: „Menschen sind sterblich. Sokrates ist ein Mensch. Also ist Sokrates sterblich.“ (Die zweite Prämisse ist überflüssig, da sie als Inferenz bzw. Datum vorausgesetzt werden kann.)
Einen Lösungsvorschlag für die syllogistische Problematik der Überredundanz bot bereits Aristoteles mit der Einführung des Terminus „Enthymem“. Nach enthymematischer Herangehensweise ist es möglich, Prämissen auszulassen, welche als für alle Beteiligten bekannt erachtet wurden. Formallogisch betrachtet sind Enthymeme zwar nicht vollständig argumentativ korrekt, dennoch besitzen sie eine größere Plausibilitätskomponente als syllogistische Äußerungen. Das enthymematische Konzept weist Parallelen zur These-Begründungs-Struktur auf, in der Ausgestaltung der Argumentationsstruktur sind jedoch zum Teil größere Spielräume möglich. Es können mehrere Thesen mit nur einem Argument belegt werden. Bsp.: „Nun hat Otto schon die neue schicke Brille (These 1) und setzt sie doch nicht auf (These 2). Deshalb ist er gestern auch über seinen Hund gestolpert (Begründung) und hingefallen (These 3).“
Auch bei Erstnennung der Konklusion ist ohne weitere kontextuelle Situations- und Informationsangaben das Konstruieren von plausiblen Äußerungen durchführbar. Bsp.: „Gestern ist Otto über seinen Hund gestolpert (Begründung), und das nur, weil er seine neue Brille nicht auf hatte (These).“

#### Toulmin-Schema
Stephen Toulmin erweiterte die genannten Modelle zur Strukturierung der Argumentation mit dem sogenannten Toulmin-Schema. Die Grundlage der These-Begründungs-Struktur optimierte er mit der Einführung der Komponenten „Schlussregel“, „Stützung der Schlussregel“ und „Ausnahmebedingung“. Ziel war es, Möglichkeiten zur Argumentationsanalyse gegenüber dem Konzept „Enthymem“ zu präzisieren (nähere Bestimmung und Klassifizierung der alltagskommunikativen Argumentationsprinzipien) und gegenüber dem Konzept „Syllogismus“ zu erweitern (Aufhebung der Beschränkung auf logische Prinzipien und Einführung der Grundannahme von wahrscheinlichkeits- und glaubensbedingten Schlussregeln, Ausnahmebedingungen und Stützungen).
Bsp.: „Katze Tina sitzt oben im Baum, weil sie vermutlich hochgeklettert ist, es sei denn, jemand hat sie dort hinaufgesetzt. Katzen können ja sehr gut klettern, das lässt sich immer wieder beobachten.“
- Katze Tina sitzt oben im Baum (Datum: hier beobachtbare Tatsache) → weil (Operator) sie vermutlich (Heckenausdruck) → hochgeklettert ist (Konklusion)
  - Katzen können ja sehr gut klettern (Schlussregel: hier deduktives Prinzip) → das lässt sich immer wieder beobachtbar (Stützung: hier häufig empirisch beobachtbar)
    - es sei denn, jemand hat sie dort hinaufgesetzt (eine mögliche Ausnahmebedingung)[21]

#### Fünfsatz – Intrinsische Plausibilität
Ein weiteres, häufig verbreitetes Modell zur Argumentationsstrukturierung ist das Fünfsatz-Konzept, welches v. a. von Hellmut Geißner präzise und anwendungsorientiert dargelegt wurde. Es beschreibt eine fünfteilige Argumentationsstruktur, welche in die Teilschritte Einleitungssatz, drei Argumente und Zwecksatz aufgegliedert ist. Das Fünfsatz-Modell wird in Didaktisierungsprozessen insbesondere zur Schulung argumentativer Denkschärfe und sprachlicher Genauigkeit genutzt. Es zeigt v. a. in Redesituationen eine besondere Wirksamkeit und ist, unter Modifizierung, auch für schriftliche Texte anwendbar. Jedoch wird die intrinsische Plausibilität der Struktur vieler Argumentationsprozesse durch das Fünfsatz-Modell meist über- oder unterkomplex behandelt.
Die intrinsische Plausibilität beschreibt die optimale Anzahl an Argumenten, die für die Stützung einer These angegeben werden sollten. Die Argumentanzahl bewegt sich dabei in einer undefinierten Menge von 1 bis n (für n wird eine Grenze im unteren zweistelligen Bereich vermutet). In bestimmten Sachverhalten oder Diskussionsprozessen kann die geeignete Argumentanzahl genau 1 betragen. Ein einziges Argument kann das Optimum bilden und jede weitere Begründung die Argumentation bis zur Auflösung des Fünfsatzes beeinträchtigen. Bsp.: „Wir sollten uns über Otto unterhalten (Einleitungssatz). Er ist schwer erkrankt (Argument 1). Er ist lustlos (Argument 2). Er hat sich nicht vorbereitet (Argument 3). Deshalb sollte Otto heute besser nicht zur Vereinssitzung gehen (Zwecksatz).“
Je nach argumentativer Äußerung wird mit einer anderen Zahl an Argumenten die These optimal begründet, bspw. wenn die Argumente in der jeweiligen Situation als gleichwertig angesehen werden. Das Weglassen oder Hinzuerfinden von Begründungen würde die Argumentation hierbei schwächen. Dennoch könnte sich die Situation und damit auch die optimale Argumentanzahl jederzeit ändern, z. B. durch neue wissenschaftliche Forschungen und Erkenntnisse. Für Plausibilitätsanforderungen der Argumentationen ist somit keine ideale, festgelegte Struktur definiert. Es ist stets von T + nB bei n ≥ 1 (T=These, B=Begründung) auszugehen, wobei das Optimum bzw. Maximum von n einerseits durch die jeweilige Datensituation und andererseits durch psychologische Faktoren (wie Verarbeitungs- und Behaltensleistung) bedingt ist. Bsp.: „Die medizinische Forschung hat herausgefunden, dass Bluthochdruck, erhöhte Blutfettwerte, erhöhter Blutzucker und bauchbetontes Übergewicht für die meisten schweren bis tödlichen Herz-Kreislauferkrankungen verantwortlich sind (Einleitungssatz). Otto hat keinen Bluthochdruck (Argument 1), keine erhöhten Blutfettwerte (Argument 2), keinen erhöhten Blutzucker (Argument 3) und kein bauchbetontes Übergewicht (Argument 4). Daher ist sein Herz-Kreislaufsystem derzeit wenig gefährdet (Zwecksatz).“

### Konfliktvermeidung, exploratives Vorgehen
Eine Konfliktlösung, die von beiden Argumentationspartnern akzeptiert wird, kann nur erreicht werden, wenn das Handeln reflektiert abläuft und wenn Person nicht mit Sache gleichgesetzt wird. Dennoch entstehen bei der Durchführung argumentativer Prozesse in öffentlich-politischen Kommunikationssituationen oftmals verschiedene Konflikte und Deformationen. Sie sind bspw. erkennbar, wenn sich die Argumente ausschließlich auf die Destruktion der Gegenseite richten, wenn die Beteiligten wenig neuen Ideen entwickeln, da sich alle geistigen Anstrengungen nur auf die Stärkung der eigenen oder die Schwächung der gegnerischen Ausgangsposition richten und wenn langwierige, zähe Diskussionen nach und nach immer stärker eskalieren. Dies führt letztendlich dazu, dass die mächtigere Position gewinnt, dass ein Kompromiss geschlossen wird, der lediglich Teile beider Ausgangsideen umsetzt oder dass der gesamte Kommunikationsprozess bis hin zur vollständigen Kommunikationsverweigerung kollabiert.
Edward de Bono beschrieb 1987 folgende Grundsätze zur Lösung der Konfliktproblematik („Explorationsidiom“):
1. Die existierende Idee bleibt unbeschädigt.
2. Beide Parteien entwerfen und erkunden von Anfang an.
3. Zeit und Energie werden kreativ und positiv genutzt.
4. Eine gute Idee wird verbessert.
5. Die Idee wird gemeinsam entworfen und bewertet.
6. Das Problem des „Eigentums“ der Idee ist nicht gegeben.

In einer konkreten Situation umsetzbar werden diese Punkte bspw. durch die von de Bono entwickelte „PMI-Methode“. Innerhalb dieser Herangehensweise sollen die Argumentationsteilnehmer alle Aspekte der strittigen Problematik den Kategorien Plus, Minus oder Interessant zuteilen. Ziele der PMI-Methode sind die Findung von Ideen, die über den eigenen, bereits vorhandenen Standpunkt hinausgehen sowie die Auflösung der Polarisierung in „gut“ und „schlecht“. Im Vorhinein wird überprüft, ob eine dritte Instanz (bspw. in Form eines Moderators) zur Auflösung des Konflikts besser dienen könnte als die beschriebenen argumentativen Vorgehensweisen.

## Para- und nonverbale Anteile der rhetorischen Kommunikation

### Rhetorizität paraverbaler Mittel
(Quelle: )
Die paraverbalen, stimmlich-sprecherischen Mittel werden auch als artikulatorische und prosodische Merkmale betitelt. Sie erzeugen und formieren den Sprachschall und sichern die Verständigung sowie die Konnotation (neutrale Bedeutung) und Denotation (subjektive, emotionale Nebenbedeutung) von Wörtern. Die stimmlich-sprecherischen Merkmale helfen, Glaubwürdigkeit herzustellen, unterstützen Meinungs- und Haltungswechsel, erzeugen Mitgefühl oder Antipathie, beeinflussen die mentale Verarbeitungsroute und setzen die Behaltensleistung herauf oder herab. Die Ursache dieser Potentiale lässt sich in der Beschreibung prosodischer Form-Funktions-Merkmale wiederfinden. Formmerkmale der Prosodie stellen Intensität (Lautstärke), Temporalität (Rhythmisierung, Sprechgeschwindigkeit, Tempowechsel, Pausierung), Melodisierung (Sprechtonhöhe, -bereich, Melodieintervalle) und Stimmklang (individuelle stimmliche Merkmale, unbewusste/bewusste Modifikationen der Stimme) dar. Eine Ausnahme bzw. Besonderheit stellen segmental-suprasegmentale Grenzphänomene dar. Sie können in Form von rhetorischer Bindung (Überbrückung von Sinnschrittgrenzen durch weiterweisende Melodieführung oder Reduktion bzw. Elision von Pausen), rhetorischer Auflösung (Trennung von Sinneinheiten durch negative Melodieintervalle oder Einfügung von Pausen innerhalb von Sprechabschnitten, die normalerweise als semantische Einheiten anzusehen wären), prosodischer Aufladung von Segmenten bzw. Silben (Aufladung von vorzugsweise Vokalen und Nasalen durch Gleittöne oder Intensitätsänderungen, sodass sie parasprachliche Informationen enthalten, die weit über das für die eigentliche Sprachlaut- bzw. Sprechsilbenkonstitution notwendige Maß an Signalstruktur und -energie hinausgehen bzw. dies in seltenen Fällen auch unterschreiten) sowie Phonostilistik (auch Standardvarietäten und Regio-, Sozio- bzw. Dialekte unter dem Gesichtspunkt rhetorischer Funktionalität) auftreten.

#### Funktionsmerkmale der prosodischen Formen
1. Schallintensität (moderat erhöhte Lautstärke): Selbstsicherheit, Bestimmtheit, Kompetenz, Vertrauenswürdigkeit, Aggressivität
2. Temporalität (leicht erhöhte Sprechgeschwindigkeit): Intelligenz, Bildung, Objektivität, Arroganz, geringer Wohlwollen
3. Melodisierung (angemessene und korrekt ausgeformte Melodiekonturen): Persuasion
4. Stimmklang (Änderung des Stimmklangs): emotionale Zustände wie Freude, Angst, Wut

Diese prosodischen Funktionsmerkmale übernehmen eine gesprächsorganisierende Funktion. Dem Verhältnis der Beteiligten, den Sprecherwechseln und Sprecherrollen unterliegt eine Symmetrierungstendenz (Annäherung in Geschwindigkeit, Rhythmus, Melodie, Dynamik und Pausen). Prosodische Parameter wirken immer im Ensemble, dennoch ist keine ganzheitliche Analyse möglich. Das Paraverbale ist nur ein Bestandteil der Situation, das Nonverbale, der Text sowie das Thema können die Wirkung genauso verändern. Stimmliche Mittel übernehmen eine pathognomische (überindividuelle) und physiognomische (individuelle) Ausdrucksfunktion.

#### Klassifikation kommunikativer Funktion para-/nonverbaler Mittel (Klaus R. Scherer, 1977)
(Quelle: )
- parasemantisch: Substitution, Amplifikation, Kontradiktion und Modifikation
- parasyntaktisch: Synchronisation der para-, non- und verbalen Kommunikationsebenen
- parapragmatisch: unmittelbare paraverbal signalisierte Reaktionen
- dialogisch: Steuerung kommunikativer Abläufe mit Prosodie oder nonverbalen Signalen

### Einbindung der nonverbalen Kommunikation

#### „Körperausdruck“
- Bewegungen des Gesichts (Mimik): kleiner Anteil kulturübergreifend (primäre Affekte: Interesse, Freude, Überraschung, Furcht, Zorn, Ekel, Verachtung, Scham), größerer Anteil durch gesellschaftliche Rollen, demographische Merkmale festgelegt
- Blickrichtung und Blickkontakt
- Kopfhaltung
- Bewegung der Arme und Hände (Gestik)
- Haltung und Bewegung des Gesamtkörpers (Kinesik) sowie Achsialität
- Verhalten im Raum

#### Äußere Umstände
- Aussehen
- Kleidung
- Gegenstände
- Gestaltung und Ausstattung von Räumen

#### Postulat derDistanzzonen(Edward T. Hall, 1966)
(Quelle: )
- intime Distanz: unter 50 cm
- persönliche Zone: ca. 50–150 cm
- gesellschaftliche Zone: ca. 150–360 cm
- öffentliche Zone bzw. Fluchtdistanz: ab 360 cm

#### Funktion nonverbaler Signale
- Konventionalisierung (Händedruck/Umarmung bei Begrüßung)
- Eröffnung von Potentialität (fester/weicher Händedruck)
- Anzeichen für Interpretation (Erröten bei Scham)

#### Funktion der sprachlichen Begleitung nonverbaler Signale
- das Gesagte unterstützen oder der Formulierung widersprechen
- die Äußerung abschwächen, verschärfen oder erweitern
- gesprochene Sprache ersetzen
- Informationen über Einstellungen der Kommunikationspartner geben und beeinflussen
- Dialogabläufe regeln
- die Art der Beziehung zwischen den Kommunikationspartnern verdeutlichen

## Einflussfaktoren rhetorischer Lehr- und Lernsituationen
(Quelle: )
Lehren und Lernen sind hochkomplexe, zirkuläre und systemische Prozesse, in welchem Wissen und Können nicht linear übertragen werden können. Lehrer und Lerner beeinflussen sich ständig gegenseitig und bilden ein Netzwerk von Wechselbeziehungen. Die kommunikative Kompetenz kann durch aktives, individuelles Einbringen der Teilnehmer in die Lernsituation erweitert werden. Voraussetzung ist eine grundsätzliche Bereitschaft zur Selbstreflexion, Perturbation und Dekonstruktion.
Die Bezugsgrößen, welche innerhalb der Didaktik der rhetorischen Kommunikation von Bedeutung sein können, beschrieb und betitelte der Diplom-Sprechwissenschaftler Dirk Meyer. Diese sogenannten „Einflussfaktoren rhetorischer Lehr- und Lernsituationen“ trug er aus verschiedenen Quellen, individuell und ohne Anspruch auf Vollständigkeit zusammen. Folgende Aufreihung stellt eine stark verkürzte Darstellung seiner Einflussgrößen dar.

### Humanistisches/didaktisches Menschenbild
Im Sinne eines humanistischen bzw. didaktischen Menschenbilds sollte die geistige Haltung des Lehrers durch Offenheit, Konfliktfähigkeit, Geduld, Wertschätzung, Gelassenheit, Bescheidenheit, Anerkennung von Leistungen, Unterstützung der Teilnehmer, Respekt anderer Meinungen und durch die Annahme der Potenzialhypothese (jeder Mensch besitzt eigene Kompetenzen für die Lösung seiner psychischen, psychosomatischen und interaktionellen Probleme) gekennzeichnet sein.

### Altruistischer Egoismus
Der Lehrer sollte in Gruppenarbeiten altruistisch und egoistisch zugleich handeln, indem er neben den Wünschen der Teilnehmer auch seine eigenen Ängste bzw. Bedürfnisse wahrnimmt und respektiert. Er ist ethisch verpflichtet, auf sein eigenes Wohlergehen zu achten, denn dies verbessert gleichzeitig auch seine Angebote für die Teilnehmer.

### Anschlussfähigkeit
Die angebotenen Lerninhalte sollten anschlussfähig an das vorhandene Wissen oder die Erfahrungen der Teilnehmer anknüpfen. Der Lehrer muss sich Kenntnis über die Vorerfahrungen, Bedürfnisse und Ziele der Teilnehmer verschaffen (teilnehmerbezogene Bedarfsermittlung).

### Viabilität/Praxisrelevanz
Das didaktische Vorgehen des Lehrers sollte viabel und praxisrelevant sein, d. h., es sollten nur die Lehrinhalte und Vermittlungsmethoden eingesetzt werden, welche von dem Lehrer als brauchbar eingeschätzt werden und für die Teilnehmer zum gewünschten sinnvollen Erfolg führen. Je nach den Vorlieben der Teilnehmer kann das viable Vorgehen unterschiedlich ausgeprägt sein.

### Perspektivenverschränkung
Die eigene Wahrnehmung der Wirklichkeit sollte als subjektiv anerkannt und die der anderen grundsätzlich respektiert werden. Die Perspektivenverschränkung spiegelt sich in der Suche nach Übereinstimmung (Konsens), Verständigung über Schnittmengen (Kompromiss) oder Akzeptanz von Unvereinbarkeiten (Dissens) wider. Eigenschaften wie Offenheit, Toleranz und Konfliktfähigkeit begünstigen diesen Prozess.

### Lernatmosphäre/Flow
Ein wertschätzender, respektvoller und fehlerfreundlicher Umgang ist die Voraussetzung für ehrliches Feedback und für die Selbstreflexion zur Persönlichkeitsentwicklung. Der Lehrer sollte es anstreben, ein Flow-Gefühl (Einheit geistigen, emotionalen und körperlichen Wohlbefindens) bei sich und den Teilnehmern herzustellen. Dabei können die Anwendung und Vermittlung von Lernwille, Veränderungsbereitschaft, Kooperation, Kreativität und Kommunikation helfen.

### Perturbation
Perturbationen (Störungen) sollten als positive Voraussetzung für Lernfähigkeit und das Lernen als konstruktive und progressive Verarbeitung der Perturbationen angesehen werden. Lernfähig ist, wer sich stören, irritieren, verunsichern lässt und Neugier an den Tag legt.

### Konstruktion/Rekonstruktion/Dekonstruktion
Die Konstruktion wird durch das selbstständige Erfahren von Problemlösungen („Learning by Doing“) bedingt. Durch die selbstbestimmte Entscheidung der Teilnehmer, was als wichtig bzw. überflüssig erachtet wird, wird ihr Selbstwertgefühl gestärkt. Die Rekonstruktion bezeichnet das „Nach-denken“ und Aneignen bereits vorhandenen Wissens. Die Teilnehmer sollten die Lehrinhalte verstehen, modifizieren und individuell neu konstruieren können. Die Dekonstruktion ist als Anzweifeln und Hinterfragen gewonnener Erkenntnisse/Lösungen definiert. Andere Blickwinkel und zuvor blinde Flecke können neue Formen von Konstruktion und Rekonstruktion bilden.

### Methodenkompetenz, -vielfalt, -interdependenz
Die Methodenkompetenz beschreibt, dass der Lehrer eine Vielzahl von Methoden kennen, passend reflektierte Methoden anbieten und diese gemeinsam mit den Teilnehmern entwickeln sollte. Die Methodenvielfalt stellt die reflektierte, kreative und situativ angemessene Mischung, Variation und Kontrastierung der Lernmethoden dar. Die Methodeninterdependenz ist dadurch bedingt, dass die Methoden miteinander geplant und nach Ergänzungen und Verschränkungen eingesetzt werden sollten.

### Fehlerfreundlichkeit
Die Fehlerfreundlichkeit bezeichnet die Grundhaltung des Lehrers gegenüber den Teilnehmern, sie in Übungssituation zu ermutigen und ihre fehlerhaften Handlungen als viable Perturbationen des Systems anzusehen. Zudem sollten die Lehrer gegenüber sich selbst Lernbereitschaft, Kreativität und psychische Gesundheit an den Tag legen.

### Evaluation/Supervision
Der Lehrer sollte Rückmeldungen zu seinem didaktischen Vorgehen nicht mit Bewertungen seiner eigenen Person gleichsetzen. Die regelmäßige Inanspruchnahme einer Supervision kann bei der Reduzierung des blinden Flecks des Lehrers helfen. Geeignete Methoden zu spezifischen, verallgemeinerbaren und für die Teilnehmer und den Lehrer viablen Ergebnissen stellen evaluative Rückmeldungen durch Fragebögen (konkrete Fragestellungen), offene/halboffene Rückmeldungen (Verbesserung der Konsensfähigkeit durch vorherige Sammlung in Kleingruppen), Aufmerksamkeitsfokussierung auf Probleme und gezielte Fragen nach dem Nutzen des Gelernten dar.

### Weiterbildung
In Lehr- und Lernprozessen lernen nicht nur die Teilnehmer dazu, auch der Lehrer bildet sich im eigenen Interesse weiter. Dies bietet ihm größere Sicherheit, auch bei fachübergreifenden Ansprüchen. Der postmoderne Lerntyp der Teilnehmer ist durch eine offene, flexible, ironische Haltung (Dekonstruktion absoluter Wahrheitsansprüche) sowie skeptische, prüfende Herangehensweise (Aneignung von Wissen erfolgt auf Bewährungsprobe) gekennzeichnet.